# Мишкуров, Эдуард Николаевич
Эдуа́рд Никола́евич Мишкуро́в (2 февраля 1940, Омск, СССР) — советский и российский арабист; лингвист, специалист в области общего, сопоставительно-типологического и исторического языкознания, социолингвистики, диалектологии, истории, теории и методологии перевода. Доктор филологических наук, профессор (1990), академик Российской Академии Естествознания, профессор МГУ имени М. В. Ломоносова и Военного университета Министерства обороны РФ. Заслуженный работник высшей школы Российской Федерации (1997).

## Научная биография
В 1963 году окончил Институт восточных языков при МГУ имени М. В. Ломоносова по специальности «Арабский язык и арабская литература» с квалификацией «референт-востоковед».
В 1964 году Э. Н. Мишкуров был призван в ряды Вооруженных Сил СССР. Как специалист арабского языка был приглашен на должность преподавателя арабского языка в Военном институте иностранных языков.
С 1973 года кандидат филологических наук по специальности 10.02.20 «Сравнительно-историческое, типологическое и сопоставительное языкознание». Тема диссертации — «Система глагола в алжирском диалекте арабского языка».
В 1977 году принял участие в I Международном симпозиуме учёных социалистических стран: «Теоретические проблемы восточного языкознания» (г. Москва).
В 1986 году защитил докторскую диссертацию по теме «Типология диалектного и литературного грамматического строя современного арабского языка». Специальность 10.02.20 «Сравнительно-историческое, типологическое и сопоставительное языкознание (филол. науки)».
Доцент (1979), профессор (1990) Военного университета Министерства обороны РФ (ВУМО). В 1992—1995 годах — начальник кафедры ближневосточных языков ВУМО. С 1995 по 2006 год — директор Института иностранных языков Международной академии бизнеса и управления. С 2006 года преподаёт на кафедре теории и методологии перевода Высшей школы перевода (факультета) МГУ имени М. В. Ломоносова.
Возглавлял Ассоциацию военных переводчиков, являлся ответственным секретарём Союза переводчиков России.
В 1997 году указом Президента РФ присвоено почётное звание «Заслуженный работник высшей школы Российской Федерации».
В честь 200-летия со дня рождения А. С. Пушкина награждён золотой медалью творческих союзов РФ за вклад в развитие науки и культуры. Награждён орденом и медалями СССР и РФ.

## Научная деятельность
В условиях повышенных требований к качеству работы военных переводчиков с 1960-х годов разворачивается активная научно-методологическая деятельность по исследованию разговорных диалектов арабских стран.
В 1960-е годы в Военном институте иностранных языков (ВИИЯ) начала выходить, а в последующие годы продолжала издаваться серия учебников и учебных пособий по диалектам арабоязычных стран. В 1972 году впервые в СССР был издан «Учебник алжирского диалекта арабского языка» авторства Э. Н. Мишкурова.
В 1972 году под редакцией Э. Н. Мишкурова вышел «Учебник сирийского диалекта арабского языка» авторства Г. П. Крапивы, а в 1984 году — «Хрестоматия арабского диалектного языка Египта (фонетико-грамматический очерк, тексты, словарь)» О. Б. Фроловой (в 2009 году издана в формате учебника).
В 1980 году Э. Н. Мишкуров в соавторстве с Ю. И. Маляровым выпустили «Учебник арабского диалектного языка Ливии».. В 1982 году в серии Языки народов Азии и Африки вышла книга Э. Н. Мишкурова «Алжирский диалект арабского языка».
Наряду с изданием учебной литературы активно велась научно-исследовательская деятельность по изучению разговорных языков Машрика и Магриба. Под научным руководством Э. Н. Мишкурова были защищены кандидатские диссертации В. Н. Ионченко «Морфонологическая характеристика арабского диалектного языка Сирии» (1978 г.), В. М. Чернова «Структурно-семантическая характеристика сложноподчиненного предложения в арабских диалектных языках Машрика и Магриба» (1986 г.), В. А. Рахтеенко «Система сложноподчинённых предложений с придаточными обстоятельственными в современном арабском литературном языке в сопоставлении с русским» (1986 г.).
Параллельно с этим Э. Н. Мишкуров разработал курс по теоретической грамматике арабского языка. В 2004 году издан учебник «Теоретический курс арабского языка» под редакцией профессора Э. Н. Мишкурова. Изданы различные учебно-методические разработки по методике преподавания арабских диалектов и литературного языка.
Руководит научной школой «Языки Ближнего и Среднего Востока: сопоставительно-типологическая и коммуникативно-антропологическая парадигмы; герменевтика перевода» в Военном университете Министерства обороны РФ.
С 1987 года Э. Н. Мишкуров является членом диссертационного совета Военного университета Министерства обороны. С 2008 года входит в состав диссертационного совета Высшей школы перевода (факультета) МГУ имени М. В. Ломоносова.
В 1996—2006 годах входил в состав экспертного совета ВАК РФ по филологии и искусствоведению.
В качестве научного руководителя подготовил 30 кандидатов и магистров по различным отраслям лингвистики и переводоведения.
С 2008 года является членом редакционной коллегии журнала «Вестник Московского университета. Серия 22. Теория перевода».

### Основные работы
- Мишкуров Э. Н. Учебник алжирского диалекта арабского языка — М.: Военный ин-т иностранных языков, 1972. — 552 с.
- Мишкуров Э. Н. Проблемы совершенствования методики преподавания диалектных языков арабских стран — М.: Издательство Военного института, 1976. — 21 c.
- Мишкуров Э. Н. Типологическая характеристика арабского языка: Методическая разработка — М.: Издательство Военного института, 1977.
- Мишкуров Э. Н. Основы теоретической грамматики современного арабского литературного языка: Курс лекций — М.: Издательство Военного института, 1978. — 238 с.
- Мишкуров Э. Н. Маляров Ю. И. Учебник арабского диалектного языка Ливии — М.: Издательство Военного института, 1980. — 463 с.
- Мишкуров Э. Н. Алжирский диалект арабского языка — М.: Наука, 1982. — 131 с.
- Мишкуров Э. Н., Ковалев А. А. Методика развития навыков самостоятельной научно-исследовательской работы курсантов и слушателей при обучении иностранному языку в специальном вузе: Методическая разработка, М.: Издательство Военного института, 1988. — 32 с.
- Мишкуров Э. Н., Рауфова А. Г. Морфологический строй современного арабского языка (сопоставительно-типологическая характеристика литературного и разговорно-диалектных систем), Ташкент: ТашГИВ, 1992. — 114 с.
- Мишкуров Э. Н., Рахтеенко В. А. и др. Хрестоматия арабского литературного языка (для 3-5 курсов), М.: Военная Академия экономики, финансов и права, 1993. — 259 с.
- Мишкуров Э. Н., Бойко Б. Л. Научно-исследовательская работа факультета иностранных языков. Методическая разработка, М.: Изд-во МУБиУ, 2001. — 31 с.
- Мишкуров Э. Н. Теоретическая фонетика современного английского языка. Учебно-методический комплекс, М.: Изд-во МУБиУ, 2003. — 42 с.
- Мишкуров Э. Н. Арабский язык. Теоретическая грамматика. Юниты 1-3, М.: Издательство Современного гуманитарного университета, 2003. — 127 с.
- Мишкуров Э. Н. Глобализация миграции и её геополитические и национально-культурные последствия для современного мира в журнале Вестник Пятигорского государственного лингвистического университета, № 4, 2004 с. 42-45.
- Мишкуров Э. Н., Белкин В. М. и др. Теоретический курс арабского языка/ Под общей редакцией Э. Н. Мишкурова, М.: Издательство Военного университета МО РФ, 2004. — 544 с.
- Мишкуров Э. Н. О гуманитарных вызовах мировому сообществу в XXI веке: этнодемографические, социолингвистические и лингвокультурологические аспекты / журнал Вестник Военного университета, № 4, 2006, с. 28-38.
- Мишкуров Э. Н. О когнитивно-функциональных аспектах порядка слов в афразийских языках / сборник Бюллетень Общества востоковедов РАН. Выпуск 17: Труды межинститутской научной конференции «Востоковедные чтения», место издания Учреждение РАН «ИВ РАН» Москва, том 17, 2008, с. 170—184.
- Гарбовский Н. К., Мишкуров Э. Н. Военный перевод в современном мире (теоретико-методологические, лингвистические, военно-исторические и социально-политические аспекты) / журнал Вестник Московского университета. Серия 22. Теория перевода, издательство Изд-во Моск. ун-та (М.), № 2, 2010, с. 16-41.
- Мишкуров Э. Н. История арабоязычной переводческой традиции: начало пути (VIII—XIII вв.) / Труды Высшей школы перевода (факультета) Московского университета. Книга 1. 2005—2010 г. М. Изд. Высшей школы перевода МГУ. ИПО «У Никитских ворот», 2010.
- Мишкуров Э. Н. Смысл перевода и перевод смыслов (социально-культурные, логико-философские и лингвокультурологические этюды) / Труды Высшей школы перевода (факультета) Московского университета. Книга 1. 2005—2010 г. М. Изд. Высшей школы перевода МГУ. ИПО «У Никитских ворот», 2010.
- Мишкуров Э. Н. Диглоссия в арабоязычном ареале (социологическая и структурно-типологическая характеристика коррелирующих идиомов) // Арабский язык: современное состояние и перспективы развития. — Сборник научных статей. — МГИМО(У) МИД РФ М, 2011. — С. 107—117.
- Мишкуров Э. Н.  «Язык, языковые игры и перевод в современном лингвофилософском и лингвокультурологическом осмыслении» // Вестник Московского университета. Серия 22. Теория перевода. 2012. № 1. С. 5-15.
- Мишкуров Э. Н.  «Переводческая интроспекция языковых игр в поливекторных дискурсах» // Русский язык и культура в зеркале перевода. Материалы III-й Международной научно-практической конференции (25-29 апреля 2012 г.).- Греция (Салоники). — Изд-во Высшая школа перевода. МГУ Москва, 2012. С. 349—356.
- Мишкуров Э. Н.  «Языковые игры» и перевод // Университетское переводоведение. Вып. 12: Материалы XII международной научной конференции по переводоведению «Федоровские чтения», 17-20 октября 2012 г. — СПбГУ Санкт-Петербург, 2013. — С. 299—305.
- Мишкуров Э. Н. О «герменевтическом повороте» в современной теории и методологии перевода // Вестник московского университета. Серия 22. Теория перевода. — Москва: МГУ им. М.В Ломоносова, 2014, № 1, С. 14-29; № 3, С. 24-46; 2013, № 1, С. 69-91; № 2, С. 3-40; № 3, С. 3-29.
- Мишкуров Э. Н. Об этнопсихолингвистической рефлексии в исследовании современной арабской разговорной речи // Институт востоковедения РАН 22 октября 2014 г. / Отв. ред. З. М. Шаляпина. Сост., научн. ред. А. С. Панина, А. А. Блинов. — М.: , 2016. — С. 129—138.
- Мишкуров Э. Н. О философско-герменевтической рефлексии переводческого процесса// Русский язык в зеркале перевода, МАКС Пресс, Москва, 2016, с. 339—350.
- Мишкуров Э. Н. Стратеги перевода в максимах, цитатах и афоризмах (концептуально-методологический абрис) // Русский язык и культура в зеркале перевода: VII Международная научная конференция; 28.04 — 03.05. 2017, г. Афины, Греция: Материалы конференции: электронное издание. — ООО Издательский дом «Неолит» Москва, 2017. — С. 344—361.
- Мишкуров Э. Н. О переводе образно и лаконично (теоретико-методологический анализ) // Военно-гуманитарный альманах. Серия «Лингвистика». Вып. № 2. В 2-х томах. «Язык. Коммуникация. Перевод». Материалы XI Международной научной конференции по актуальным проблемам теории языка и коммуникации. — Т. 2 из Лингвистика. — Издательский дом «Международные отношения» Москва, 2017. — С. 86-96.
- Мишкуров Э. Н. Герменевтико-переводческий методологический стандарт в зеркале трансдисциплинарности (ч. 1-3) // Вестник московского университета. Серия 22. Теория перевода. — Москва: МГУ им. М.В Ломоносова, 2018, № 1, С. 41-68; 2017 № 4, С. 21-57; 2015, № 2, С. 17-37.
- Мишкуров Э. Н. Лингвокультурологические и социолингвистические проблемы развития современного арабского мира и их учёт при подготовке профессиональных кадров переводчиков // Актуальные проблемы арабской филологии. Сборник научных трудов к 125-летию со дня рождения Х. К. Баранова и К. В. Оде-Васильевой. — МГИМО-Университет Москва, 2018. — С. 34-52.
- Мишкуров Э. Н. И.С. ТУРГЕНЕВ — ЧЕЛОВЕК, ПИСАТЕЛЬ, ПЕРЕВОДЧИК: Pro et contra // Русский язык и культура в зеркале перевода: VIII Международная научная конференция; 27.04 — 02.05.2018 г., Салоники, Греция: Материалы конференции. — Издательство Московского университета Москва, 2018. — С. 109—119.
- Мишкуров Э. Н. Что полезного даёт современная когнитология теории и методологии перевода? // Военно-гуманитарный альманах. — Т. 2 из Лингвистика. — Издательский дом «Международные отношения» Москва, 2018. — С. 102—111.
- Мишкуров Э. Н. Герменевтика перевода (теоретико-методологический стандарт). — Военный университет Москва, 2018. — 299 с.
- Мишкуров Э. Н., О когнитивно-герменевтических пролегоменах к современной теории и методологии перевода // Когнитивные исследования языка. — Вып. XXXIV: Cognitio и Communicatio в современном глобальном мире. Материалы VIII Международного конгресса по когнитивной лингвистике 10-12 октября 2018 года. — МГУ имени М. В. Ломоносова; Неолит Москва, 2018. С. 874—877.
- Мишкуров Э. Н. «Дискурсивные игры» сниженного стиля в речевом поведении коммуникантов" // Военно-гуманитарный альманах. Серия «Лингвистика». Вып. № 2. В 2-х томах. «Язык. Коммуникация. Перевод». Материалы XIII Международной научной конференции по актуальным проблемам теории языка и коммуникации. — Т. 1 из Лингвистика. -Издательство «Наука» Москва, 2019. — С. 15-23.
- Мишкуров Э. Н. Типология диалектного и литературного грамматического строя современного арабского языка. — ФЛИНТА Москва, 2019. — 432 с.
- Мишкуров Э. Н., Новикова М. Г. Теория и методология перевода в когнитивно-герменевтическом освещении. — ФЛИНТА Москва, 2020. — 300 с.
- Мишкуров Э. Н., Новикова М. Г. Проблема переводимости-непереводимости на современном этапе развития теории и практики перевода: пути решения // Мир науки, культуры, образования. — 2020. — № 3. — С. 359—363.
- Мишкуров Э. Н. СОВРЕМЕННЫЙ ВОЕННО-ПОЛИТИЧЕСКИЙ ДИСКУРС: НОМИНАЦИЯ, ФУНКЦИИ, ДЕВИАЦИЯ ЯЗЫКА, ТРАНСЛЯТ // Вестник Московского университета. Серия 22. Теория перевода. — 2020. — № 2. — С. 4.
- Мишкуров Э. Н. Язык современного социума: норма и девиантный узус (лингвокультурологические, социолингвистические и переводческие аспекты) // Русский язык и культура в зеркале перевода: X Международная научная конференция; Материалы конференции. — Издательство Московского университета Москва, 2020. — С. 181—192.
- Мишкуров Э. Н., Новикова М. Г. Ещё раз о переводимости — непереводимости: заметки pro et contra // Военно-гуманитарный альманах. Язык. Коммуникация. Перевод. — Т. 2 из Лингвистика. — М.: М., 2020. — С. 7-23.
- Мишкуров Э. Н. О ДИСКУРСИВНО-ИГРОВОМ ПОВОРОТЕ В СОВРЕМЕННОЙ ТЕОРИИ И МЕТОДОЛОГИИ ПЕРЕВОДА // Вестник Московского университета. Серия 22. Теория перевода. — 2021. — № 3. — С. 16-32.
- МИШКУРОВ Э. Н. От переводческой языковой игры Л. Витгенштейна к современной дискурсивно-игровой парадигме перевода // Военно-гуманитарный альманах. Язык. Коммуникация. Перевод. Материалы XV Международной научной конференции по актуальным проблемам теории языка и коммуникации. — Т. 1 из Лингвистика. — Москва: Москва, 2021. — С. 40-49.
- Мишкуров Э. Н. Ф. М. ДОСТОЕВСКИЙ — ЧЕЛОВЕК, ПИСАТЕЛЬ-ФИЛОСОФ, ПУБЛИЦИСТ, ПЕРЕВОДЧИК: Pro et contra // Русский язык и культура в зеркале перевода: юбилейная международная научная конференция (г. Салоники (Греция), 8-12 июля 2021 г.) : материалы конференции. — Издательство Московского университета Москва, 2021. — С. 515—526.
- Мишкуров Э. Н. Ложный дискурс: функции, троллинг, девиантный узус, перевод // Русский язык и культура в зеркале перевода XII Международная научная конференция, 13-15 мая 2022 года Материалы конференции. — Москва: Москва, 2022. — С. 642—652.
- Мишкуров Э. Н., Новикова М. Г. АПОРИЯ ПЕРЕВОДИМОСТИ−НЕПЕРЕВОДИМОСТИ КАК ОБЪЕКТ ДИСКУРСИВНО-МАНИПУЛЯТИВНЫХ ИГР В СОВРЕМЕННОЙ ТЕОРИИ И МЕТОДОЛОГИИ ПЕРЕВОДА // Вестник Северного (Арктического) федерального университета, Серия Гуманитарные и социальные науки. — 2022. — Т. 22, № 5. — С. 60-68.
- Мишкуров Э. Н., Новикова М. Г. Переводимость — непереводимость: Былое и думы… = Translatability — Untranslatability: Yesteryears and Thoughts… монография. — ФЛИНТА Москва, 2024. — 248 с.